# Oneiric Diary (幻想日記)
《Oneiric Diary (幻想日記)》(한국어: 오나이릭 다이어리 (환상일기), 일본어: オナイリックダイアリー (げんそうにっき) 오나이릿쿠 다이아리 (겐소닛키)[*])는 대한민국과 일본의 합작 걸그룹 아이즈원의 세 번째 미니 음반이다. 2020년 6월 15일에 발매되었다.

## 개요
〈라비앙로즈 (La Vie en Rose)〉와 〈비올레타〉, 〈FIESTA〉의 플라워 시리즈에 이은 새로운 컨셉트의 음반이다. 데뷔 초부터 아이즈원의 프로듀서였던 한성수가 프로듀서를 사퇴하고 나서의 첫 음반이다. 2020년 5월 19일에 음반을 발매하는 것을 발표했고 6월 1일에 앨범 트레일러가 공개됐다.
타이틀 곡인 〈환상동화 (Secret Story of the Swan)〉는 아이즈원의 다채로운 아름다움을 표현한 시네마틱 EDM 댄스곡이다. 아이즈원의 음반에서는 처음으로 타이틀 곡을 포함해서 두 곡의 일본어 버전도 수록됐다.

## 수록 내용
| #            | 제목                                                    | 작사                                  | 작곡                                 | 편곡  | 재생 시간 |
| ------------ | ------------------------------------------------------- | ------------------------------------- | ------------------------------------ | ----- | --------- |
| 1.           | 〈Welcome〉                                             | MosPick                               | MosPick                              | 1:25  |           |
| 2.           | 〈환상동화 (Secret Story of the Swan)〉                 | MosPick                               | MosPick                              | 3:12  |           |
| 3.           | 〈Pretty〉                                              | Bull$EyE, real-fantasy, 그린          | Bull$EyE, real-fantasy               | 3:20  |           |
| 4.           | 〈회전목마 (Merry-Go-Round)〉                           | 혼다 히토미                           | 정호현(e.one)                        | 3:01  |           |
| 5.           | 〈Rococo〉                                              | KZ, 비오, PUYO                        | KZ, HONEYSWEAT, 비오, PUYO           | 3:13  |           |
| 6.           | 〈With*One〉                                            | 아이즈원                              | Psyco Rabbit (권은비, 정성민, 신용수 | 3:39  |           |
| 7.           | 〈幻想童話 (Secret Story of the Swan)〉 (Japanese Ver.) | MosPick, 미야와키 사쿠라, 야부키 나코 | MosPick                              | 3:12  |           |
| 8.           | 〈Merry-Go-Round〉 (Japanese Ver.)                      | 혼다 히토미                           | 정호현(e.one)                        | 3:01  |           |
| 총 재생 시간 | 총 재생 시간                                            | 총 재생 시간                          | 총 재생 시간                         | 24:03 |           |

## 차트

### 일간 차트
| 차트 (2020)                         | 최고 순위 |
| ----------------------------------- | --------- |
| 대한민국 (가온 소매점 앨범 차트)    | 1         |
| 홍콩 (아이튠즈 음반 차트)           | 1         |
| 대만 (아이튠즈 음반 차트)           | 1         |
| 태국 (아이튠즈 음반 차트)           | 1         |
| 싱가포르 (아이튠즈 음반 차트)       | 1         |
| 인도네시아 (아이튠즈 음반 차트)     | 1         |
| 말레이시아 (아이튠즈 음반 차트)     | 1         |
| 베트남 (아이튠즈 음반 차트)         | 1         |
| 필리핀 (아이튠즈 음반 차트)         | 1         |
| 미국 (아이튠즈 음반 차트)           | 1         |
| 러시아 (아이튠즈 음반 차트)         | 8         |
| 오스트레일리아 (아이튠즈 음반 차트) | 2         |
| 사우디아라비아 (아이튠즈 음반 차트) | 1         |
| 미국 (아이튠즈 음반 차트)           | 3         |
| 캐나다 (아이튠즈 음반 차트)         | 2         |
| 프랑스 (아이튠즈 음반 차트)         | 4         |
| 아랍에미리트 (아이튠즈 음반 차트)   | 3         |

| 차트 (2020)                                         | 최고 순위 | 최고 순위 |
| 차트 (2020)                                         | 지니      | 벅스      |
| --------------------------------------------------- | --------- | --------- |
| Welcome                                             | 85        | 24        |
| 환상동화 (Secret Story of the Swan)                 | 1         | 2         |
| Pretty                                              | 83        | 18        |
| 회전목마 (Merry-Go-Round)                           | 44        | 7         |
| Rococo                                              | 94        | 22        |
| With*One                                            | 91        | 30        |
| 幻想童話 (Secret Story of the Swan) (Japanese Ver.) |           | 77        |
| Merry-Go-Round (Japanese Ver.)                      |           | 86        |

### 내용주
1. ↑  키트 음반은 3위

### 참조주
1. ↑  “IZ*ONE、新曲「幻想童話」MV予告映像を公開…魅力的なパフォーマンス” [아이즈원, 신곡 ‘환상동화’ MV 예고 영상을 공개…매력적인 퍼포먼스]. 《MYDAILY》 (일본어). 2020년 6월 12일.
2. ↑  “IZ*ONE、3rdミニアルバム「Oneiric Diary」トラックリストを公開…タイトル曲は「幻想童話」” [아이즈원, 3rd 미니 음반 “Oneiric Diary” 트랙리스트를 공개... 타이틀 곡은 ‘환상동화’]. 《OSEN》 (일본어). 2020년 6월 8일.
3. ↑  “06월 15일 Retail Album Chart”. 《가온 차트》. 2020년 6월 15일. 2020년 6월 21일에 확인함.
4. ↑  “TOP 100 Albums Chart today in Hong Kong”. 2020년 6월 15일에 원본 문서에서 보존된 문서.
5. ↑  “TOP 100 Albums Chart today in Taiwan”. 2020년 6월 15일에 원본 문서에서 보존된 문서.
6. ↑  “TOP 100 Albums Chart today in Thailand”. 2020년 6월 15일에 원본 문서에서 보존된 문서.
7. ↑  “TOP 100 Albums Chart today in Singapore”. 2020년 6월 15일에 원본 문서에서 보존된 문서.
8. ↑  “TOP 100 Albums Chart today in Indonesia”. 2020년 6월 15일에 원본 문서에서 보존된 문서.
9. ↑  “TOP 100 Albums Chart today in Malaysia”. 2020년 6월 15일에 원본 문서에서 보존된 문서.
10. ↑  “TOP 100 Albums Chart today in Vietnam”. 2020년 6월 15일에 원본 문서에서 보존된 문서.
11. ↑  “TOP 100 Albums Chart today in Philippines”. 2020년 6월 15일에 원본 문서에서 보존된 문서.
12. ↑  “TOP 100 Albums Chart today in United States”. 2020년 6월 15일에 원본 문서에서 보존된 문서.
13. ↑  “TOP 100 Albums Chart today in Russia”. 2020년 6월 15일에 원본 문서에서 보존된 문서.
14. ↑  “TOP 100 Albums Chart today in Australia”. 2020년 6월 15일에 원본 문서에서 보존된 문서.
15. ↑  “TOP 100 Albums Chart today in Saudi Arabia”. 2020년 6월 15일에 원본 문서에서 보존된 문서.
16. ↑  “TOP 100 Albums Chart today in United States”. 2020년 6월 15일에 원본 문서에서 보존된 문서.
17. ↑  “TOP 100 Albums Chart today in Canada”. 2020년 6월 15일에 원본 문서에서 보존된 문서.
18. ↑  “TOP 100 Albums Chart today in France”. 2020년 6월 15일에 원본 문서에서 보존된 문서.
19. ↑  “TOP 100 Albums Chart today in United Arab Emirates”. 2020년 6월 15일에 원본 문서에서 보존된 문서.
20. ↑  “지니차트 > 일간”. 《지니 뮤직》. 2020년 6월 15일. 2020년 6월 21일에 확인함.
21. ↑  “벅스차트 > 곡 차트 > 일간 > 전체장르”. 《벅스》. 2020년 6월 15일. 2020년 6월 22일에 확인함.